# Ангольский жираф
Ангольский жираф (лат. Giraffa camelopardalis angolensis) — один из девяти подвидов жирафа. Встречается в северной Намибии, Ботсване, юго-западной Замбии и западном Зимбабве. Как и остальные подвиды, является очень высоким красивым животным, неизменно привлекающим внимание посетителей зоопарков. Рост до 6,1 м, вес до 1200 кг (самцы; самки несколько мельче).

## Таксономия
Проведенное в 2009 году генетическое исследование этого подвида предполагало, что популяции северной пустыни Намиб и национального парка Этоша образуют отдельный подвид. Однако генетические исследования, основанные на митохондриальной ДНК, не подтверждают деление на два подвида, а жирафа в Южном Зимбабве можно идентифицировать как ангольского жирафа, если предположить более далёкое распространение ареала на восток.

## Описание
Этот подвид жирафа можно отличить по крупным коричневым пятнам с заострёнными краями на светлом фоне. Пятнистость распространяется на ноги, но не на переднюю часть головы. Пятна на шее и крестце обычно мельче, возле ушей белые участки.

## Сохранение
Приблизительно 13 000 животных, по оценкам, остаются в дикой природе. Хотя и не является вымирающим видом, численность его сокращается из-за сокращения ареала в связи с ростом посевных площадей.